# Finlande aux Jeux olympiques d'été de 2008
La Finlande participe aux Jeux olympiques d'été de 2008 à Pékin. Il s'agit de sa 23e participation à des Jeux d'été.

## Liste des médaillés finlandais

### Médailles d'or
| Sport              | Discipline | Sportifs            | Performance |
| Médailles d'or : 1 |            |                     |             |
| Tir                | Trap (F)   | Satu Mäkelä-Nummela | 91 pts      |

### Médailles d'argent
| Sport                  | Discipline                   | Sportifs                  | Performance |
| Médailles d'argent : 1 |                              |                           |             |
| Aviron                 | 2 de couple poids légers (F) | Sanna Sten Minna Nieminen |             |

### Médailles de bronze
| Sport                   | Discipline                     | Sportifs       | Performance |
| Médailles de bronze : 2 |                                |                |             |
| Tir                     | Carabine 10 m air comprimé (H) | Henri Häkkinen | 699,4 pts   |
| Athlétisme              | Lancer du javelot (H)          | Tero Pitkämäki | 86,16 m     |

## Sélection

### Athlétisme
Hommes :
- Tero Pitkämäki (javelot)
- Janne Holmén (marathon)
- Antti Kempas (marche)
- Jarkko Kinnunen (marche)

#### Hommes
| Épreuve           | Athlète                | Séries      | Séries | Quarts de finale | Quarts de finale | Demi-finales | Demi-finales | Finale       | Finale             |
| Épreuve           | Athlète                | Résultat    | Rang   | Résultat         | Rang             | Résultat     | Rang         | Résultat     | Rang               |
| ----------------- | ---------------------- | ----------- | ------ | ---------------- | ---------------- | ------------ | ------------ | ------------ | ------------------ |
| 200 mètres        | Visa Hongisto          | 20.62       | 4e Q   | 20.76            | 6e               | -            | -            | -            | -                  |
| 800 mètres        | Mikko Lahtio           | 1 min 47.20 | 8e     | -                | -                | -            | -            | -            | -                  |
| 3000m steeple     | Jukka Keskisalo        | N.P         | /      | -                | -                | -            | -            | -            | -                  |
| 50 km marche      | Antti Kempas           | NC          | NC     | NC               | NC               | NC           | NC           | 3h 55 min 19 | 20e                |
| 50 km marche      | Jarkko Kinnunen        | NC          | NC     | NC               | NC               | NC           | NC           | 3h 52 min 25 | 15e                |
| Saut en longueur  | Tommi Evilä            | 7,88m       | 9e     | -                | -                | -            | -            | -            | -                  |
| Saut à la perche  | Mikko Latvala          | 5,45m       | 12e    | -                | -                | -            | -            | -            | -                  |
| Lancer du poids   | Robert Haggblom        | NM          | /      | -                | -                | -            | -            | -            | -                  |
| Lancer du disque  | Frantz Kruger          | 62,48m      | 5e Q   | NC               | NC               | NC           | NC           | 61,98m       | 11e                |
| Lancer du marteau | Olli-Pekka Karjalainen | 77,07m      | 4e Q   | NC               | NC               | NC           | NC           | 79,59m       | 6e                 |
| Lancer du javelot | Teemu Wirkkala         | 79,79m      | 4e Q   | NC               | NC               | NC           | NC           | 83,46m       | 5e                 |
| Lancer du javelot | Tero Järvenpää         | 82,34m      | 4e Q   | NC               | NC               | NC           | NC           | 83,95m       | 4e                 |
| Lancer du javelot | Tero Pitkämäki         | 82,61m      | 3e Q   | NC               | NC               | NC           | NC           | 86,16m       | Médaille de bronze |
| Décathlon         | Mikko Halvari          | NC          | NC     | NC               | NC               | NC           | NC           | 6486 PTS     | 26e                |

#### Femmes
| Epreuve           | Athlète         | Séries   | Séries | Quarts de finale | Quarts de finale | Demi-finales | Demi-finales | Finale   | Finale |
| Epreuve           | Athlète         | Résultat | Rang   | Résultat         | Rang             | Résultat     | Rang         | Résultat | Rang   |
| ----------------- | --------------- | -------- | ------ | ---------------- | ---------------- | ------------ | ------------ | -------- | ------ |
| Saut à la perche  | Vanessa Vandy   | 4,00m    | 17e    | -                | -                | -            | -            | -        | -      |
| Lancer du marteau | Merja Korpela   | 66,29m   | 15e    | -                | -                | -            | -            | -        | -      |
| Lancer du javelot | Mikaela Ingberg | 58,82m   | 7e     | -                | -                | -            | -            | -        | -      |
| Heptathlon        | Niina Kelo      | NC       | NC     | NC               | NC               | NC           | NC           | 5911pts  | 23e    |

### Aviron
Femmes :
- Minna Nieminen / Sanna Stén
- Ilona Hiltunen

### Badminton
| Épreuve | Athlète    | 32éme de Finale              | 16éme de Finale      | Huitième de Finale                 | Quarts de finale | Demi-finales | Finale   |
| Épreuve | Athlète    | Résultat                     | Résultat             | Résultat                           | Résultat         | Résultat     | Résultat |
| ------- | ---------- | ---------------------------- | -------------------- | ---------------------------------- | ---------------- | ------------ | -------- |
| Simple  | Ville Lang | Druzchenko 2-0 (21/12-21/19) | Rai 2-0 (21/9-21/16) | Sony Dwi Kuncoro 0-2 (13/21-18/21) | -                | -            | -        |

### Canoe/Kayak
| Athlète        | Compétition | Éliminatoires  | Éliminatoires | Demi-finales   | Demi-finales | Finale A | Finale A |
| Athlète        | Compétition | Temps          | Rang          | Temps          | Rang         | Temps    | Rang     |
| -------------- | ----------- | -------------- | ------------- | -------------- | ------------ | -------- | -------- |
| Mika Hokajarvi | K2 500m     | 1 min 33 s 785 | 7e            | 1 min 34 s 994 | 8e           | -        | -        |
| Kalle Mikkonen | K2 500m     | 1 min 33 s 785 | 7e            | 1 min 34 s 994 | 8e           | -        | -        |
| Mika Hokajarvi | K2 1000m    | 3 min 23 s 475 | 6e            | 3 min 27 s 018 | 6e           | -        | -        |
| Kalle Mikkonen | K2 1000m    | 3 min 23 s 475 | 6e            | 3 min 27 s 018 | 6e           | -        | -        |

### Judo
Femmes :
- Nina Koivumäki (-57 kg)
- Johanna Ylinen (-63 kg)

### Lutte
Hommes :
- Jarkko Ala-Huikku (Greco-Romaine)

### Natation
Femmes :
- Hanna-Maria Seppälä

### Plongeon
Hommes :
- Joona Puhakka

### Tennis
Hommes :
- Jarkko Nieminen

### Tir
Femmes :
- Hanna Etula (carabine)
- Marjo Yli-Kiikka (carabine)
- Mira Nevansuu (Pistolet)
- Marjut Heinonen (Skeet)
- Satu Mäkelä-Nummela (Trap)

Hommes :
- Juha Hirvi (carabine)
- Henri Häkkinen (carabine)
- Kai Jahnsson (Pistolet)

### Tir à l'arc
Un participant à la compétition masculine.